# El Otro Yo del Otro Yo: Esencia
El Otro Yo del Otro Yo: Esencia es un disco triple, que se trata de una producción solista de cada uno de los tres integrantes de El Otro Yo, de 70 temas divididos en tres discos y grabados de forma independiente. Todo comenzó cuando María Fernanda Aldana le dijo a Cristian que tenía un montón de canciones suyas pero que no se adecuaban a El Otro Yo y que le gustaría editar un casete.
Los discos solistas son Aldana (Cristian Aldana), Ray (Raymundo Fajardo) y Triángulo María (María Fernanda Aldana).

## Aldana
1. Yo soy Anarquista, Duhalde me mandó a dormir
2. Ozzy Osbourne
3. Cancha
4. Canción para mí mismo
5. Tu amor
6. Que sueñes con los angelitos
7. Canción del adiós
8. Yi
9. Dios se equivocó
10. Descripción
11. La Melodía
12. Perfil

## Ray
1. Hablándote
2. Eléctrico
3. à
4. Tiempo apagado
5. Devolveme mis pertenencias
6. Un día más
7. En el aire
8. Nadie fue
9. Brillar
10. El imparcial se olvidó de mí
11. Ahí
12. Purificación
13. Luces
14. El conquistador
15. I am a master of myself
16. El azul me lo dirá
17. Una salida
18. Amor en Baltimore (Romance en Vancouver)
19. Los indios no tienen barba
20. Margat
21. Zaparra
22. r.a.d.i.o.
23. I can't wait to be fuckin'
24. Más para mí
25. La noche del domingo
26. Live
27. No soy para vos
28. Adiós

## Triángulo María (o xmf)
1. Para tocar y cantar
2. Sintonía
3. Paseo en tren (en trineo)
4. Eco
5. Avenida
6. Luciérnaga
7. Jungle
8. Imán
9. Emavell - oyortole
10. El último momento
11. Bailar
12. Noche
13. Valle plateado
14. Tren
15. Invierno
16. Amarillo (Navidad)
17. Murmullo
18. Piano
19. Jardín
20. Window
21. Alaral - oyortole
22. Leo
23. Crucero
24. Pasajeros
25. Ahogarme
26. Sombras lunares
27. Pensamientos
28. Casi
29. Borracho
30. Tirate a nadar